# Joseph Hillier
Joseph Hillier, född 1974 i Cornwall i Storbritannien, är en brittisk skulptör.
Joseph Hillier utbildade sig till konstnär på Falmouth College of Art, då del av Newcastle University, samt från 2001 på Tulane University i New Orleans i USA. Han hade sin första separatutställning 2005 på APT Gallery i London. Han har varit forskare på Newcastle University och varit lärare på Tulane University.
Den största av Joseph Hilliers verk är monumentalskulpturen The Messenger på The Hoe i Plymouth.

## Offentliga verk i urval
- Our image, 2009, 16,7 meter hög, Newton Aycliffe
- Binary Conversation, Newbury 2012 och Generation, centralplatsen på Newcastle University, 2012
- The Messenger, brons, 2019, sju meter hög, på The Hoe i Plymouth